# Jarząb pospolity

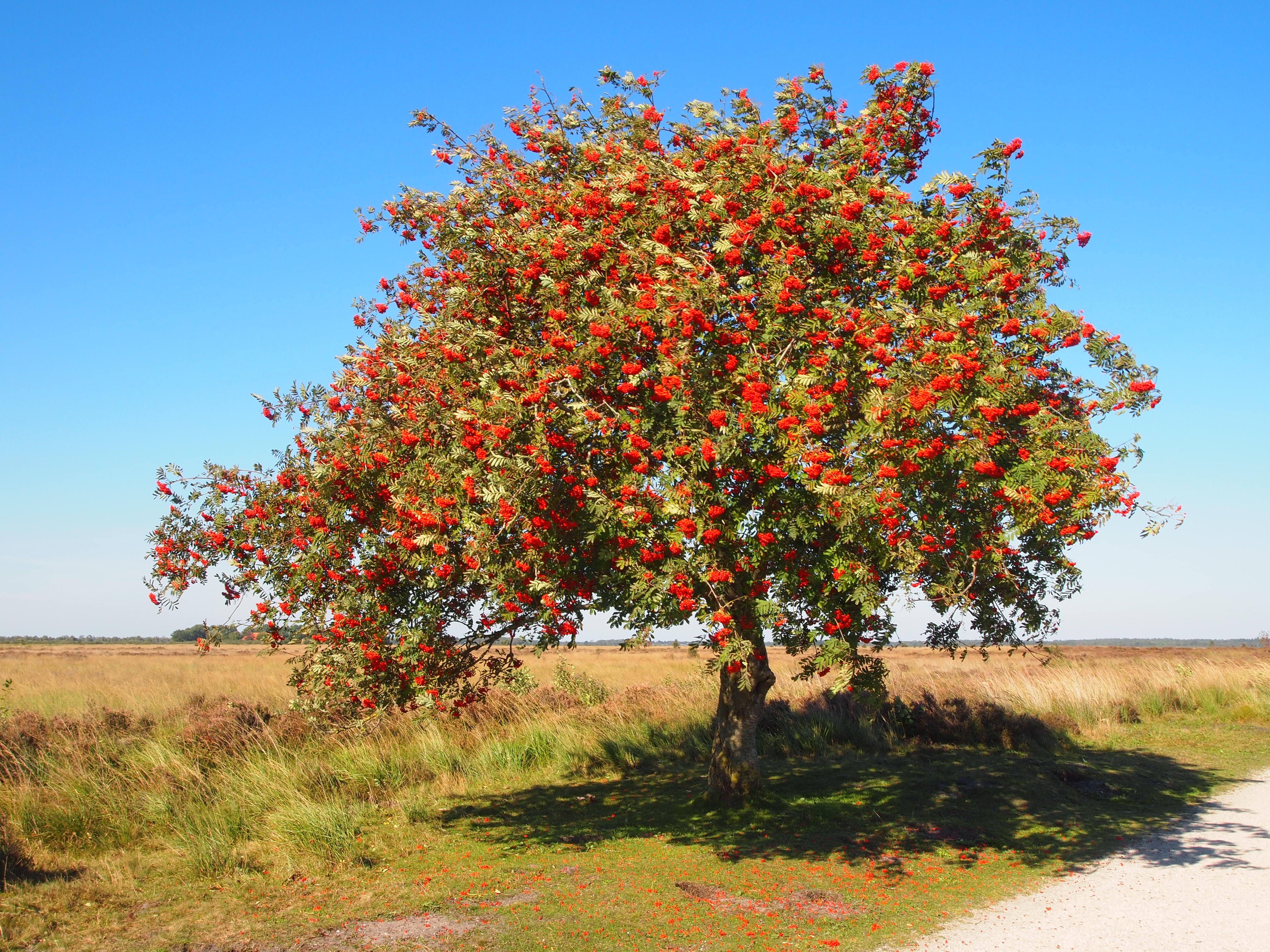
Jarząb pospolity

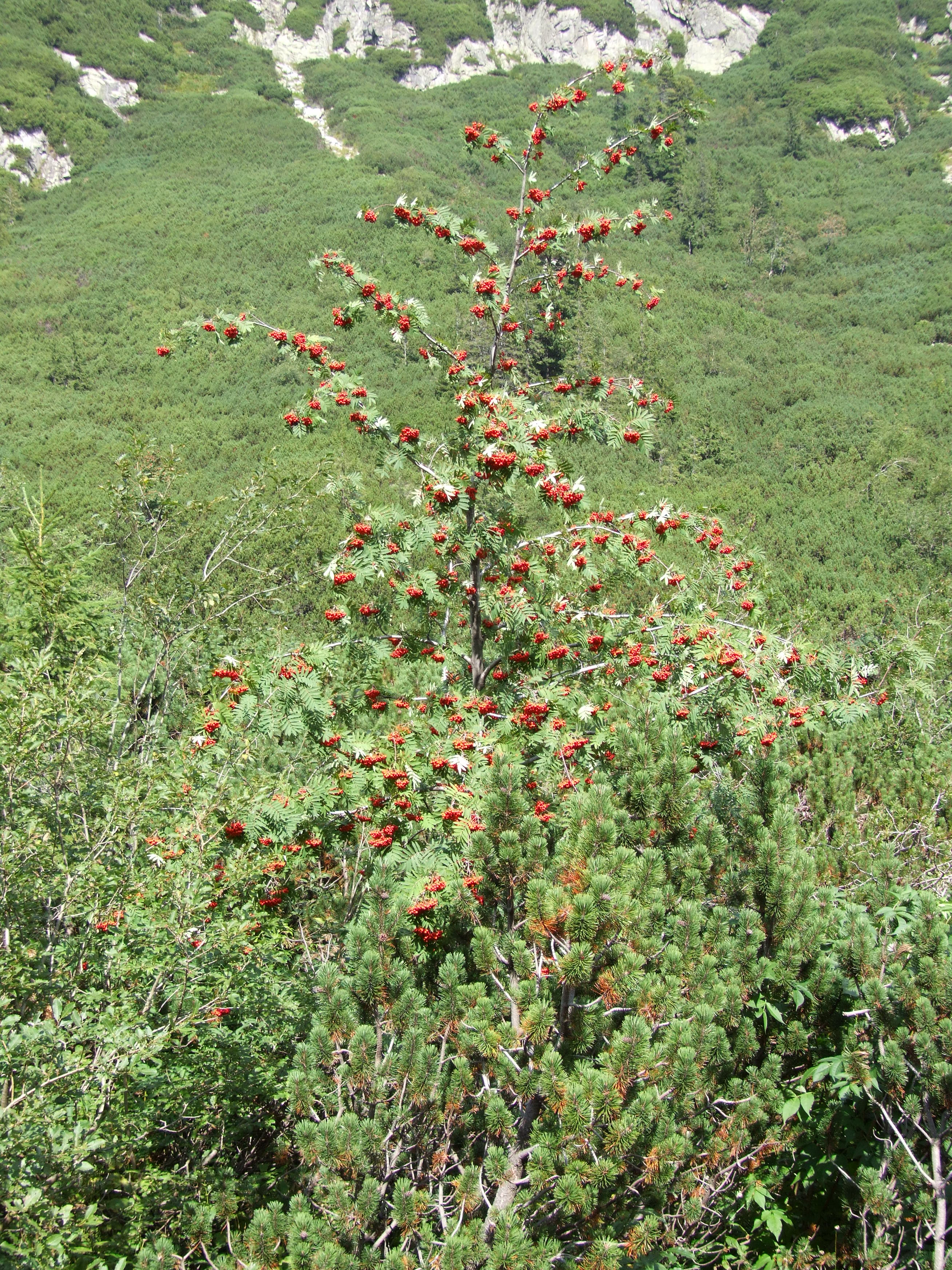
Odmiana górska w otoczeniu kosodrzewiny w Dolinie Roztoki

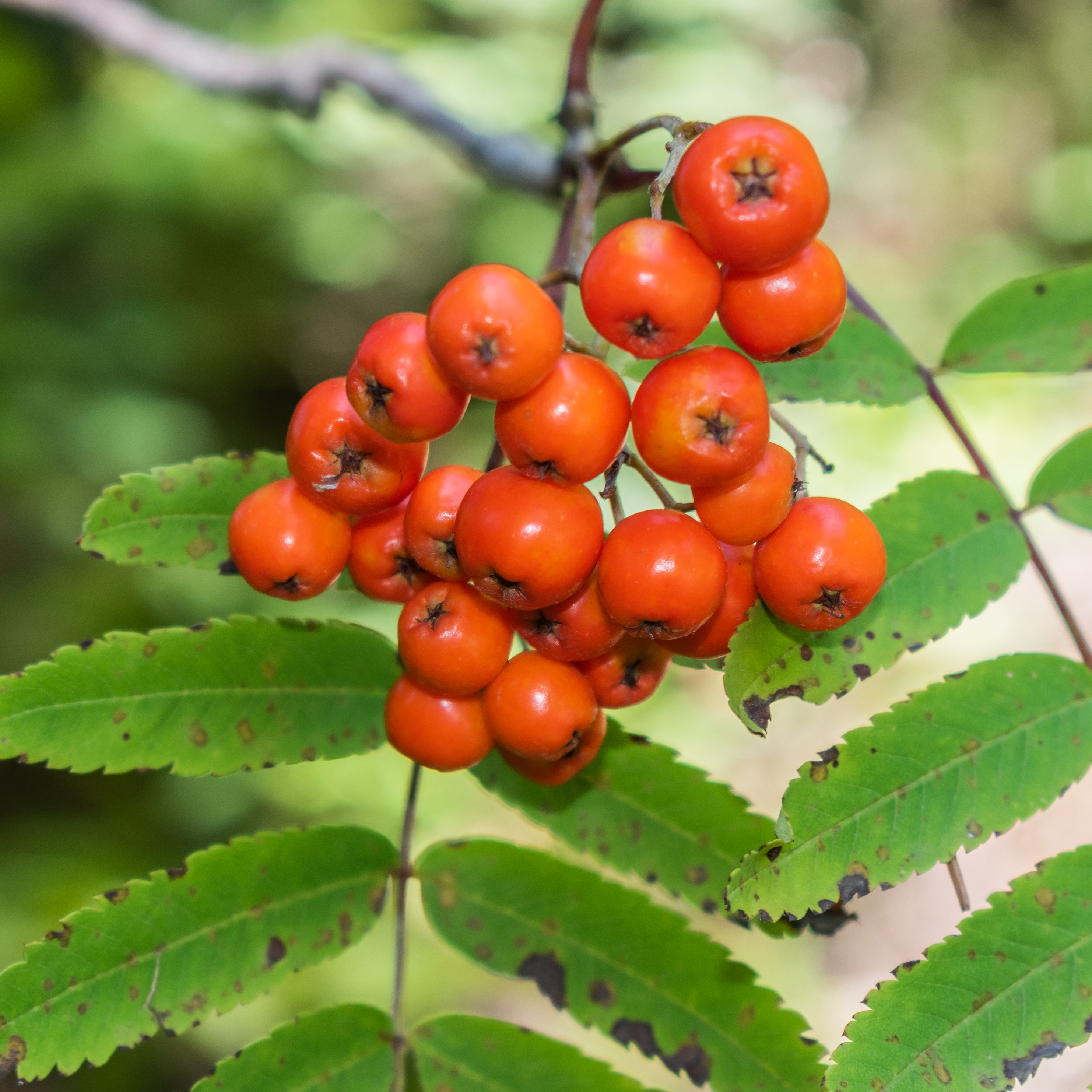
Owoce pozorne jarzębu pospolitego

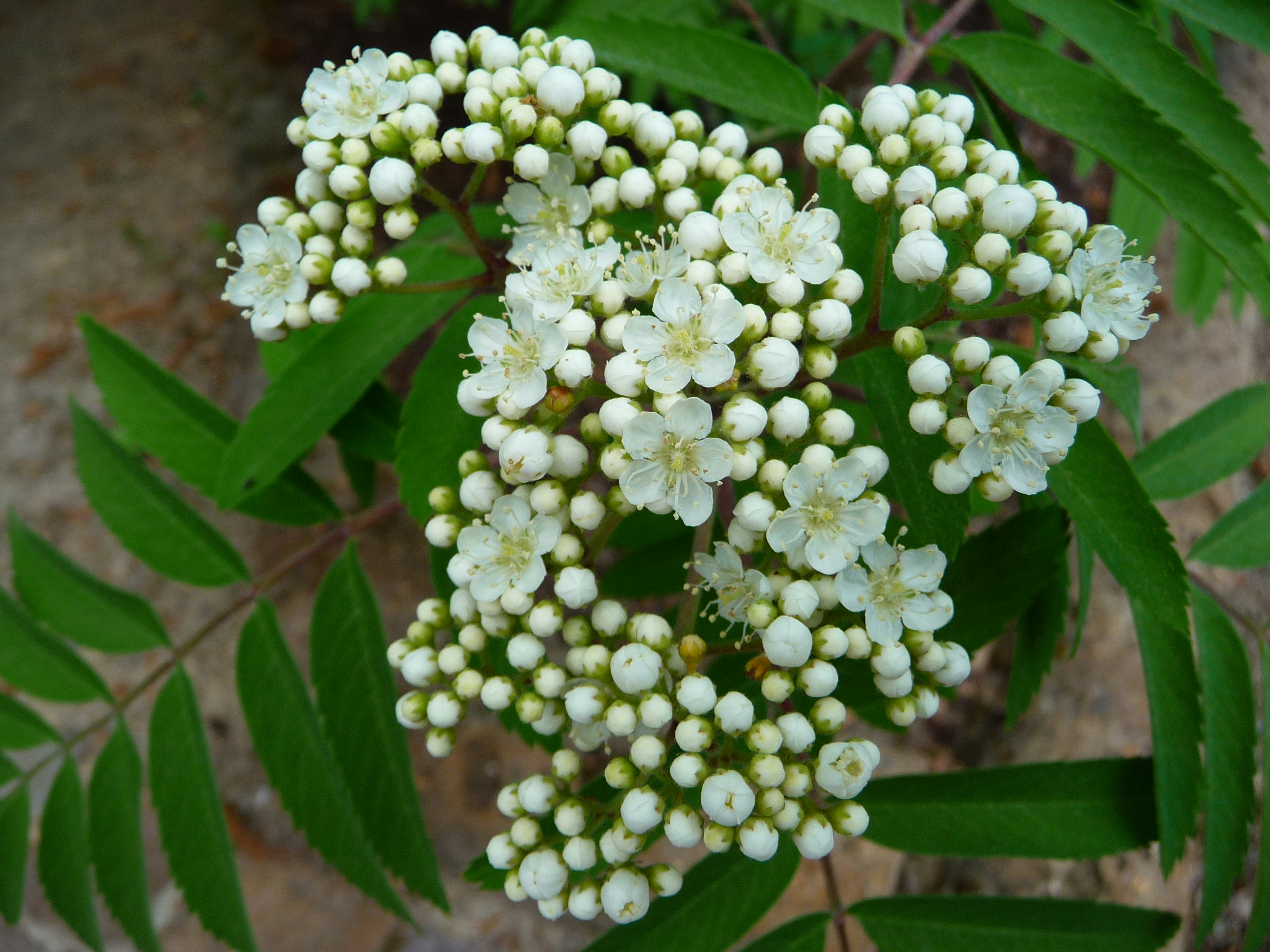
Kwiaty jarzębu pospolitego

Jarząb pospolity, jarzębina, jarząb zwyczajny (Sorbus aucuparia L.) – gatunek rośliny wieloletniej z rodziny różowatych. Występuje w Europie i Azji, jako introdukowany także w Ameryce Północnej. W Polsce jest pospolity na całym obszarze.

## Rozmieszczenie geograficzne
Gatunek występuje w strefie borealnej i umiarkowanej Eurazji. W Europie obecny jest niemal wszędzie z wyjątkiem arktycznej części Rosji i północnej części Półwyspu Skandynawskiego (na północ od 71° N), brak go na Spitsbergenie i Wyspach Owczych, ale rośnie na Islandii. Na południu sięga do środkowej Hiszpanii i Portugalii, gór w Maroku, północnej części Azji Mniejszej. Brak go na Azorach, Balearach, Sardynii i Krecie. W Polsce jest gatunkiem pospolitym na całym obszarze.
W Azji jarząb ten obecny jest w Iranie i Turkmenistanie oraz na rozległych obszarach Rosji od Uralu po Kamczatkę, także w Kazachstanie, Mongolii, północnych Chinach i na Półwyspie Koreańskim. W południowej części zasięgu rośnie na obszarach górskich.
Jarzębina została introdukowana do Ameryki Północnej jako drzewo ozdobne. Rośnie w Kanadzie i Stanach Zjednoczonych z wyjątkiem południowej części tego kraju. Jako gatunek introdukowany obecna jest także w południowej Argentynie i Nowej Zelandii.

## Morfologia
PokrójZwykle smukłe drzewo o dość wąskiej koronie osiągające do 15 m, rzadko do 20 m wysokości (rekordowo wysokie okazy sięgają 28 m). Ma gładką, szarawą korę o grubości 0,5 cm. Średnica pnia sięgać może do 0,75 m. Wykształca zwykle pojedynczy pień, okazy wielopniowe kształtują się zwykle w przypadku zgryzania przez zwierzęta.
PędyMłode pędy są owłosione, później nagie, szarawobrązowe. Pączki osiągają ok. 10–15 mm długości i mają kształt jajowaty do jajowatostożkowatego, ciemnobrązowe i mniej lub bardziej owłosione. Pączki szczytowe duże, nieco zagięte u góry i niewyraźnie trójłuskowe, boczne pozornie jednołuskowe.
LiścieUlistnienie skrętoległe. Liście nieparzysto-pierzaste, złożone z 5–7 par listków (rzadziej są tylko 4 pary, lub więcej – do 9 par), osiągają od 10 do 35 cm długości. Poszczególne listki osiągają od 2,5 do 9 cm długości, są podługowate, u nasady mniej lub bardziej zaokrąglone, na wierzchołku zaostrzone, pojedynczo piłkowane, czasem niewyraźnie, zwłaszcza bliżej nasady. Listek szczytowy nie jest większy od bocznych. Z wierzchu blaszki są ciemnozielone i nagie. Młode liście za młodu są od spodu szaro owłosione, zwłaszcza na nerwie głównym, później łysiejące. Przylistki wcześnie odpadają wyrastające na końcach pędów pionowo do góry. Jesienią przebarwiają się na kolor od złotożółtego do żółtoczerwonego. Po roztarciu liście pachną gorzkimi migdałami.
KwiatyZebrane w gęste, wielokwiatowe (składające się z około 250 kwiatów), owłosione podbaldachy. Poszczególne kwiaty osiągają 8–10 mm średnicy i zazwyczaj są 5-krotne, choć zdarzają się też 4-krotne. Dno kwiatowe jest początkowo owłosione, ale po przekwitnieniu łysieje. Działki kielicha są trójkątne do okrągławych, osiągają 1,5–1,8 mm długości, na brzegach są nieregularnie ząbkowane i ogruczolone. Płatki korony białe, koliste do owalnych, z krótkim paznokciem o długości ok. 3,5 mm. Pręcików jest 20, czasem 16 lub 25. Osiągają taką długość jak płatki. Ich pylniki są kremowe. Słupki zazwyczaj są 3 lub 4, rzadko 2 lub 5. Szyjki są wolne lub zrośnięte u dołu, tam też są owłosione. Zalążnie częściowo wolne lub zrośnięte ze sobą, są też zrośnięte z dnem kwiatowym do 2/3 ich długości. Zawierają po dwa anatropowe zalążki. Dno kwiatowe między zalążniami i nasadą pręcików pełni funkcję miodnika wydzielając nektar.
OwocePozorne, przypominające jagodę. Odpowiednio do liczby słupków składają się z 2 do 5 komór, w których rozwija się po jednym lub dwa drobne, brązowe nasiona. Owoce są kulistawe, o średnicy 6–9 mm, rzadziej do 11 mm, barwy od szkarłatnej do pomarańczowej, u odmian uprawnych bardziej zróżnicowane.

## Biologia i ekologia
RozwójRoślina wieloletnia, megafanerofit. Żyje zwykle 80–100 lat (według niektórych źródeł tylko do 60 lat). Pojedyncze okazy osiągają znacznie starszy wiek, na przykład jedna z jarzębin w Świnoujściu przekroczyła wiek 130 lat. Najstarsze drzewa osiągają 150 lat. Kwiaty przedsłupne, kwitną od maja do czerwca. Mają charakterystyczny zapach gorzkich migdałów. Owoce zawiązują się bardziej obficie u roślin ze stanowisk nasłonecznionych niżeli u roślin w lasach i na ich skrajach. Ilość zawiązywanych owoców bywa bardzo zmienna w różnych latach. Owoce rozsiewane są przeważnie przez ptaki (ornitochoria).
SiedliskoLasy różnego rodzaju – liściaste, mieszane i iglaste, ubogie i żyzne, zbiorowiska porębowe, zarośla, miedze. Rośnie zwykle w rozproszeniu, rzadko jednak tworzy także jednogatunkowe płaty. Do najczęstszych gatunków towarzyszących jarzębinie należą: kosmatka owłosiona Luzula pilosa, prosownica rozpierzchła Milium effusum, szczawik zajęczy Oxalis acetosella, orlica pospolita Pteridium aquilinum i jeżyny Rubus sp.
Rośnie na glebach przepuszczalnych i kwaśnych, zwykle o odczynie poniżej 5,5 pH, choć trafia się też na glebach o pH 7,0. Nie toleruje zalewania i stagnowania wód na powierzchni (w olszynach rośnie na kępach). Rozwija się na różnych glebach mineralnych i torfowych, zróżnicowanych pod względem żyzności, przy czym na glebach zasobnych w węglan wapnia jest krótkowieczna. Liście po opadnięciu ulegają szybkiemu rozkładowi – po 5 miesiącach zostaje ich tylko 13% suchej masy. Drzewo to jest odporne na zanieczyszczenia (nie przeszkadza mu dym i spaliny). Jest rośliną bardzo łatwopalną, zwłaszcza wiosną i latem.
Jarzębina, zwłaszcza podgatunek glabrata, wyróżnia się wśród drzew zdolnością przekraczania na obszarach górskich górnej granicy lasu (w Tatrach rośnie licznie w piętrze kosodrzewiny). Wynika to z bardzo dużej odporności tego gatunku na zimową suszę fizjologiczną i zdolność do rozwoju w warunkach skróconego okresu wegetacyjnego. Znaczną mrozoodpornością cechują się nawet odsłonięte korzenie i wrażliwość na mróz wykazuje tylko niewielkie sezonowe wahania.
Jarzębina jest chętnie zgryzana przez zwierzęta i na obszarach intensywnego ich żerowania jej młode pokolenie może być zupełnie eliminowane. Chętnie bywają też zgryzane i uszkadzane pędy, przy czym gatunek ten wyróżnia się dużą zdolnością do regeneracji korowiny – peryderma w ciągu 4 tygodni pokrywa takie uszkodzenia, często nie pozostawiając po nich śladu.
FitosocjologiaGatunek rośnie w lasach bardzo różnych zespołów z klas Querco-Fagetea (żyzne lasy liściaste), Quercetea robori-petraeae (ubogie dąbrowy), Vaccinio-Piceetea (bory iglaste) i Alnetea glutinosae (lasy bagienne z olszą). Podgatunek S. aucuparia ssp. glabrata jest gatunkiem charakterystycznym dla zespołu roślinności Pado-Sorbetum (regionalnie), zespołu roślinności Sorbo-Aceretum (regionalnie) oraz gatunkiem charakterystycznym i wyróżniającym dla związku zespołów (All.) Rhododendro-Vaccinienion (regionalnie).
MykoryzaW różnych badaniach stwierdzano mikoryzę u od 10% do 60% badanych jarzębin. Najczęściej występuje mykoryza arbuskularna (AM), rzadziej ektomykoryza (ECM). W tworzeniu pierwszej uczestniczą grzyby z rodzajów Acaulospora i Glomus, a drugą tworzy Cenococcum geophilum. W warunkach eksperymentalnych potwierdzono korzystny wpływ mikoryzy na szybszy wzrost i większą mrozoodporność, aczkolwiek wpływ nie był rejestrowany u roślin rosnących w dobrych warunkach, na żyznym podłożu.
GenetykaKariotyp tego gatunku liczy 2n = 34 chromosomów.

## Zmienność
W Europie występuje 5 podgatunków:
- podgatunek nominatywny – subsp. aucuparia – różne części rośliny są owłosione, zwłaszcza pąki, spód liści i osie kwiatostanu. Ogonek liściowy ma ponad 2,5 cm długości. Działki są trójkątne i owłosione. Owoc jest kulisty. Występuje w całym zasięgu gatunku, ale w południowej jego części jest rzadszy;
- subsp. glabrata (Wimmer & Grab.) Cajander – podobny do typowego, ale liście i osie kwiatostanu są nagie lub z rzadka tylko owłosione. Działki kielicha są owłosione, ale mają kształt zaokrąglony, owoce są dłuższe niż szersze. Występuje w północnej Europie i w górach Europy Środkowej;
- subsp. fenenskiana Georgiev & Stoj. – listki silnie wydłużone i wąskie – osiągają do 9 cm długości i 1–1,8 cm szerokości. Kwiatostany większe niż u typu – składać się mogą nawet z 200 kwiatów. Owoce są nieco spłaszczone – szersze (12–14 mm) niż dłuższe (10–12 mm). Podgatunek znany tylko z Bułgarii;
- subsp. praemorsa Guss.) Nyman – ogonek liściowy krótki (poniżej 2 cm), listki są 2,5 raza dłuższe niż szersze, silnie piłkowane, od spodu owłosione. Owoc jest jajowaty. Występuje w południowych Włoszech i na Korsyce;
- subsp. sibirica (Hedl.) Krylov – podobnie nagie lub niemal nagie liście i kwiatostany jak glabrata, ale w tym wypadku nagie są także trójkątne działki. Występuje w północnej Rosji.

Tworzy mieszańca z jarzębem mącznym (S. × pinnatifida (Sm.) Düll).
Zmienność genetyczna jarzębiny w obrębie zasięgu europejskiego określana jest jako niewielka. Wyróżniające się morfologicznie rośliny bywają namnażane w formie klonów i oferowane jako odmiany uprawne:
- ‘Asplenifolia’ – listki głęboko wcinane,
- ‘Fructu Luteo’ – owoce żółto zabarwione,
- ‘Pendula’ – odmiana płacząca, o zwisających pędach,
- ‘Sheerwater Seedling’ – odmiana wyprostowana o smukłej koronie.

## Zastosowanie
- Roślina miododajna
- Roślina ozdobna – dekoracyjne owoce, długo utrzymujące się. Roślina często sadzona w parkach, alejach i ogrodach. Oprócz formy typowej używa się w tym celu różnych odmian ozdobnych. Owoce były powszechnym surowcem do wyrobu korali[13].
- Sztuka kulinarna. Surowe owoce są niejadalne, nie tylko z powodu gorzkiego smaku, ale również zawartości trującego składnika (kwas parasorbowy). Natomiast po przemrożeniu, lub po zanurzeniu na chwilę we wrzątku (tzw. blanszowanie) tracą trujące właściwości i gorzki smak. Owoce są używane w postaci przetworów, cenione są w kuchni i przetwórstwie. Zawierają dwukrotnie więcej karotenu niż marchew oraz alkaloid sorbinę, który nadaje im gorzki smak. Wyrabia się z nich jarzębiak, soki, dżemy, marmoladę, syropy, mus. Po usmażeniu z jabłkami stanowią doskonały dodatek do mięs. Dla celów przetwórstwa uprawiane są odmiany o dużych i jadalnych owocach (np. var. edulis Dieck.)[14].
- Roślina lecznicza.
  - Surowiec zielarski: owoce. Mają dużo witaminy C, E, P, K, B3, nieco witaminy A, cukier sorbozę, garbniki i pektyny.
  - Działanie: słabe moczopędne oraz korzystnie wpływające na błony śluzowe i pracę układu pokarmowego. Jest stosowana przy nieżytach jelit, przewlekłych biegunkach, różnych schorzeniach wątroby i pęcherzyka żółciowego. Zwykle jest stosowana w mieszankach z innymi ziołami (wchodzi np. w skład Rektosanu, Sklerosanu)[14].
  - Zbiór i suszenie: owoce zrywa się gdy już są czerwone, ale przed przymrozkami i suszy się rozłożone cienką warstwą (najlepiej w temp. ok. 40 °C)
- Owoce są pożywieniem ptaków (gil, drozd, jemiołuszka, jarząbek) oraz zwierząt leśnych (sarna, borsuk).
- Drewno rozpierzchłonaczyniowe, ciężkie, twarde i trudno łupliwe. Biel szeroka, czerwonobiała, twardziel czerwonobrązowa. Jest wykorzystywane w stolarstwie, nadaje się do toczenia, a także wytwarzane są z niego niektóre instrumenty muzyczne.
- Łacińska nazwa rośliny w dosłownym tłumaczeniu oznacza jarzębina łowiąca ptaki. Dawniej bowiem ptasznicy używali jej owoców za przynętę w swoich pułapkach[14].